# خان بوزدوغان
خان بوزدوغان (انگلیسی: Can Bozdoğan؛ زادهٔ ۵ آوریل ۲۰۰۱) بازیکن فوتبال اهل آلمان است.
وی همچنین در تیم‌های ملی فوتبال جوانان آلمان، Germany national under-16 football team، جوانان آلمان، جوانان آلمان، و زیر ۲۰ سال آلمان بازی کرده‌است.